# 경충로
경충로(Gyeongchung-ro)는 경상남도 하동군 금남면 남해대로 교차로 에서 산청군 곤양면를 잇는 도로이다.

## 주요 경유지
경상남도
- 하동군 (금남면 . 진교면) - 사천시 (서포면 . 곤양면)

## 노선
| 이름              | 접속 노선                  | 소재지          | 소재지          | 비고            |
| 남해대로와 직결   | 남해대로와 직결            | 남해대로와 직결 | 남해대로와 직결 | 남해대로와 직결 |
| ----------------- | -------------------------- | --------------- | --------------- | --------------- |
| 남해대로 교차로   | 섬진강대로                 | 하동군          | 금남면          |                 |
| 노량터널          |                            | 하동군          | 금남면          | 터널 245m       |
| (이름없음)        | 연화마을길                 | 하동군          | 진교면          |                 |
| (술상마을)        | 술상길                     | 하동군          | 진교면          |                 |
| (이름없음)        | 사등길                     | 하동군          | 진교면          |                 |
| 구곡 교차로       | 들포길                     | 하동군          | 진교면          |                 |
| 평당 교차로       | 구고속도로                 | 하동군          | 진교면          |                 |
| 하평교            |                            | 하동군          | 진교면          |                 |
| 진교 교차로       | 들포길                     | 하동군          | 진교면          |                 |
| (이름없음)        | 지방도 제1003호선 (선창길) | 하동군          | 진교면          |                 |
| 상평사거리        | 강변길                     | 하동군          | 진교면          |                 |
| 상평교            |                            | 하동군          | 진교면          |                 |
| 진교나들목 삼거리 | 남해고속도로               | 하동군          | 진교면          |                 |
| 송원교            |                            | 하동군          | 진교면          |                 |
| 신율원교          |                            | 하동군          | 진교면          |                 |
| 밤터재            |                            | 하동군          | 진교면          |                 |
|                   | 사천시                     | 서포면          |                 |                 |
| (이름없음)        | 사천시                     | 구고속도로      | 곤양면          |                 |
| 맥사교            | 사천시                     |                 | 곤양면          |                 |
| (이름없음)        | 사천시                     | 곤북로          | 곤양면          |                 |